# Demons & Wizards
Demons & Wizards projekt je metal sastava Blind Guardian i Iced Earth.

## Članovi
Sastoji se od vokala Blind Guardiana Hansi Kürscha i gitariste Iced Eartha Jon Schaffera. Schaffer piše muziku, a Hansi Kürsch piše tekstove pjesama. Tijekom snimanja njihovog prvog albuma 2000. godine sastav su činili Mark Prator, koji je bio bubnjar za nekoliko albuma Iced Eartha, i Jim Morris, koji je svirao najviše guitar soloa i koji je također surađivao s Iced Earthom u prošlosti.

## Stil
Originalni cilj sastava spajanje je različitih muzičkih stilova, Iced Earth s njihovim mračnim melodijama i Blind Guardian s moćnim vokalom u jedan zvuk. Uostalom, prema muzičarima ime sastava je trebalo opisati dva stila muzike: demonske teme i zvuci Iced Eartha i čarobne teme i zvuci Blind Guardiana ("Demons & Wizards" je ime inspirirano Schafferovom suprugom koja se prema njima obraćala kao "Demons & Angels". Kasnije je Hansi Kürsch ispravljao to ime govoreći da je ime "Demons and Wizards" odgovarajuće za njihov sastav misleći na Uriah Heep album pod istim imenom. Sastav se susreo s poštenim reklamnim uspjehom, ali ipak nije bio dovoljno visok kao oba sastava pojedinačno.
Ideja za sastav je postala stvarnost u proljeće 1997. godine kada su Kürsch i Schaffer htjeli raditi glazbu zajedno nakon što su bili prijatelji već nekoliko godina.

## Albumi
Prvi album sastava je izdan 1999. godine, pod imenom "Demons & Wizards", a 2005. godine je izdan album pod imenom "Touched By The Crimson King". "Touched By The Crimson King" je djelomično zasnivan na seriji knjiga "Dark Tower" koje je napisao Stephen King, a u toj knjizi se govori o Crimson Kingu kao antagonistu (neprijatelju).

## Diskografija
Studijski albumi
- Demons & Wizards (1999.)
- Touched by the Crimson King (2005.)
- III (2020.)